# Amalodeta
Amalodeta är ett släkte av fjärilar. Amalodeta ingår i familjen björnspinnare.
Kladogram enligt Catalogue of Life:
| Amalodeta | \| \| Amalodeta electraula \| \| \| \| \| \| Amalodeta tineoides \| \| \| \| |
|           | \| \| Amalodeta electraula \| \| \| \| \| \| Amalodeta tineoides \| \| \| \| |
|           | Amalodeta electraula                                                         |
|           |                                                                              |
|           | Amalodeta tineoides                                                          |
|           |                                                                              |